# Neostatherotis
Neostatherotis là một chi bướm đêm thuộc phân họ Olethreutinae, họ Tortricidae Tortricidae.

## Các loài
- Neostatherotis nipponica Oku, 1974